# Цгомоцгомонг
Цгомоцгомонг (сесото Qomoqomong) — местный совет, расположенный в округе Цгутинг, Лесото. Население местного совета (по состоянию на 2006 г.) составляет 6760 человек.
Местный совет Цгомоцгомонг включает в свой состав следующие деревни: Басиенг, Ха-Булара, Ха-Элиа, Ха-Компи, Ха-Лепута, Ха-Липопи, Ха-Литау, Ха-Малаэла, Ха-Мочотване, Ха-Моджакхомо, Ха-Мокхамелели, Ха-Молебалисо, Ха-Мвороси, Ха-Моше, Ха-Пера, Ха-Рамосвеу, Ха-Рациу, Ха-Сетоко, Ха-Тамеиси, Ха-Цикане, Кхохлонг, Лебенкеленг, Лицгала, Мабуленг, Махеисинг, Макхетенг, Мапепенг, Матебеленг, Мвороси-Флэтс, Путинг, Секхутлонг, Секолонг, Тотенг.